# Zenon Grocholewski
Zenon Grocholewski (1939–2020) là một Hồng y người Ba Lan của Giáo hội Công giáo Rôma. Ông nguyên là Tổng trưởng Thánh bộ Giáo dục Công giáo của Tòa Thánh, nguyên Tổng Thư kí và Tổng trưởng Tối cao Pháp viện Vatican cùng nhiều chức danh quan trọng khác trong Giáo triều Rôma.

## Tiểu sử
Hồng y Grocholewski sinh ngày 11 tháng 10 năm 1939 tại Bródki, Ba Lan. Sau quá trình tu học, ngày 27 tháng 5 năm 1963, ông được phong chức linh mục, bởi vị chủ sự Antoni Baraniak, S.D.B., Tổng giám mục Tổng giáo phận Poznań. Tân linh mục cũng la thành viên linh mục đoàn Tổng giáo phận này.
Ngày 21 tháng 12 năm 1982, Tòa Thánh loan báo tin rằng bổ nhiệm linh mục Zenon Grocholewski làm Giám mục Hiệu tòa Acropolis, Tổng Thư kí Tòa án Ân Giải Tối cao. Lễ tấn phong cho vị tân giám mục được cử hành ngày 6 tháng 1 nắm 1983, với vị chủ phong là Giáo hoàng Gioan Phaolô II cùng với hai vị phụ phong gồm Eduardo Martínez Somalo, Tổng giám mục Chánh văn phòng Quốc vụ khanh và Tổng giám mục Duraisamy Simon Lourdusamy , Tổng Thư kí Thánh bộ Phúc âm hóa các dân tộc [Bộ Truyền giáo]. Tân giám mục chọn cho mình khẩu hiệu: Illum oportet crescere. Ngày 16 tháng 12 năm 1991, Giáo hoàng thăng Giám mục Zenon Grocholewski làm Tổng giám mục Hiệu tòa Acropolis.
Ngày 5 tháng 10 năm 1998, Tòa Thánh thuyên chuyển Tổng giám mục Grocholewski làm Tổng trưởng Tối cao Pháp viện Vatican. Đi kèm với chức vị là chức danh Chủ tịch Tòa án tối cao của Nhà nước thành phố Vatican. Nhưng không lâu sau đó, vào ngày 15 tháng 11 năm 1999, Tòa Thánh lại chuyển ông vào vị trí Tổng Trưởng Thánh bộ Giáo dục Công giáo. Trong năm 1998 và 1999, ông còn là Chủ tịch Uỷ ban Những người Cổ võ. Trong Công nghị Hồng y 2001 cử hành ngày 21 tháng 2, Giáo hoàng Gioan Phaolô II vinh thăng Tổng giám mục Grocholewski tước Hồng y Nhà thờ San Nicola in Carcere. Ông đã đến nhận nhà thờ Hiệu tòa của mình vào ngày 12 tháng 5 cùng năm.
Đi kèm với chức vị Tổng trưởng Giáo dục gồm các chức danh: Chủ tịch Ủy ban liên bộ về Các ứng cử viên đến thiên chức và Chủ tịch Uỷ ban liên Bộ về phân phối công bằng các linh mục (ông giữ hai chức danh này đến ngàh 16 tháng 1 năm 2013), Chủ tịch Hội Giáo hoàng về Ơn gọi giáo sĩ, Giám đốc Học viện Giáo hoàng cao cấp Latinità, Chưởng ấn Đại học Giáo hoàng Gregorian, Chưởng ấn Học viện Giáo hoàng về Thánh nhạc, Chưởng ấn Học viện Giáo hoàng về Khảo cổ học Kitô giáo và Chưởng ấn Học viện Giáo hoàng về Khoa Ả rập và Hồi giáo. Ông được chấp thuận về hưu ngày 31 tháng 3 năm 2015.
Từ ngày 21 tháng 2 năm 2015, ông còn là Thành viên Hội đồng Xem xét Khiếu nại của Hàng giáo phẩm bị buộc tội delicta graviora. Ông qua đời ngày 17 tháng 7 năm 2020, thọ 80 tuổi.